# Ocroeme nana
Ocroeme nana là một loài bọ cánh cứng trong họ Cerambycidae.